# Красилівка (Білоцерківський район)
Краси́лівка — село в Україні, у Білоцерківському районі Київської області, у складі Ставищенської селищної громади. Розташоване на обох берегах річки Красилівка (притока Гнилого Тікичу) за 19 км на південний схід від селища Ставище. Населення становить 1010 осіб.

## Галерея

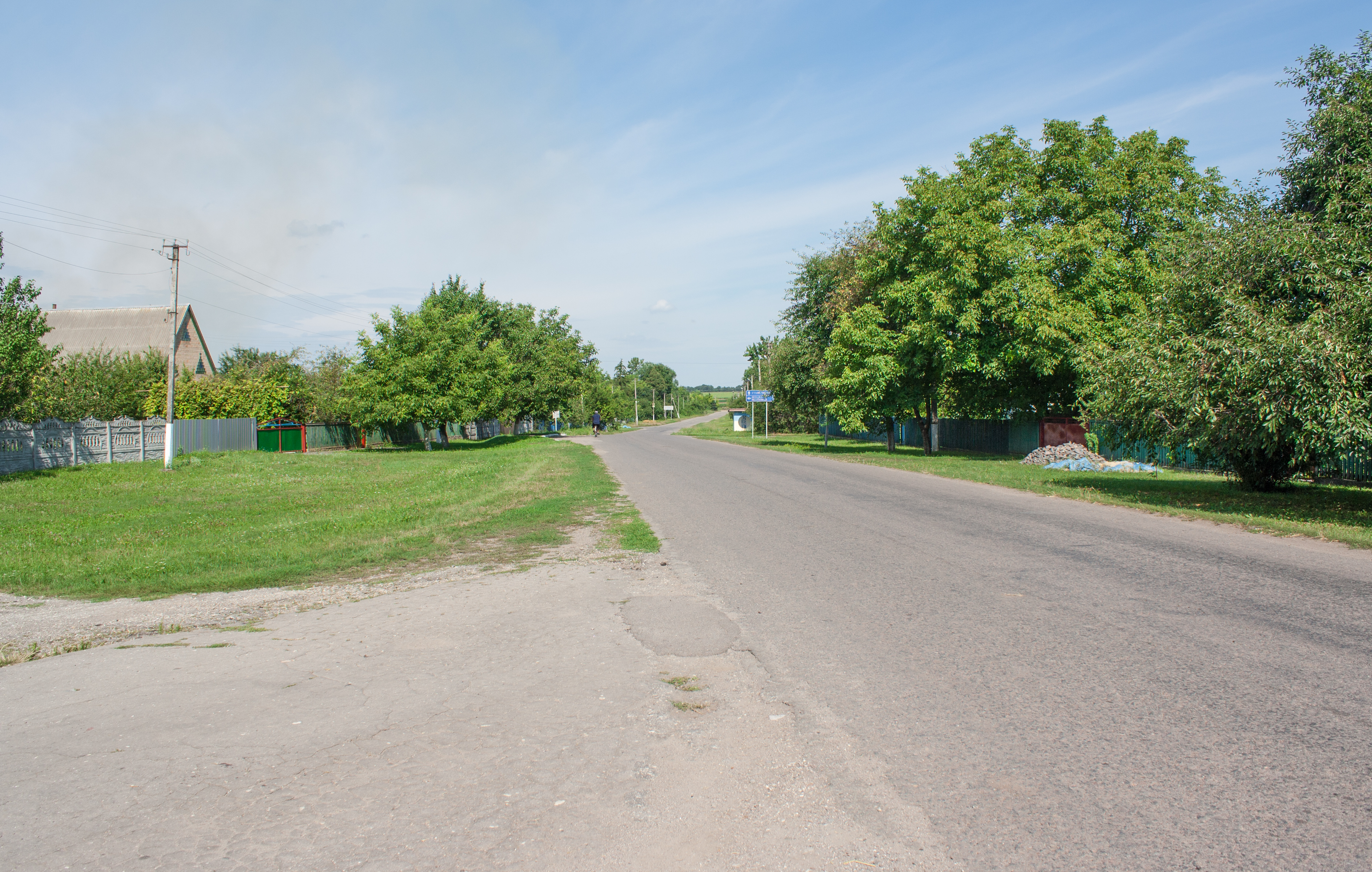
Вулиця Центральна
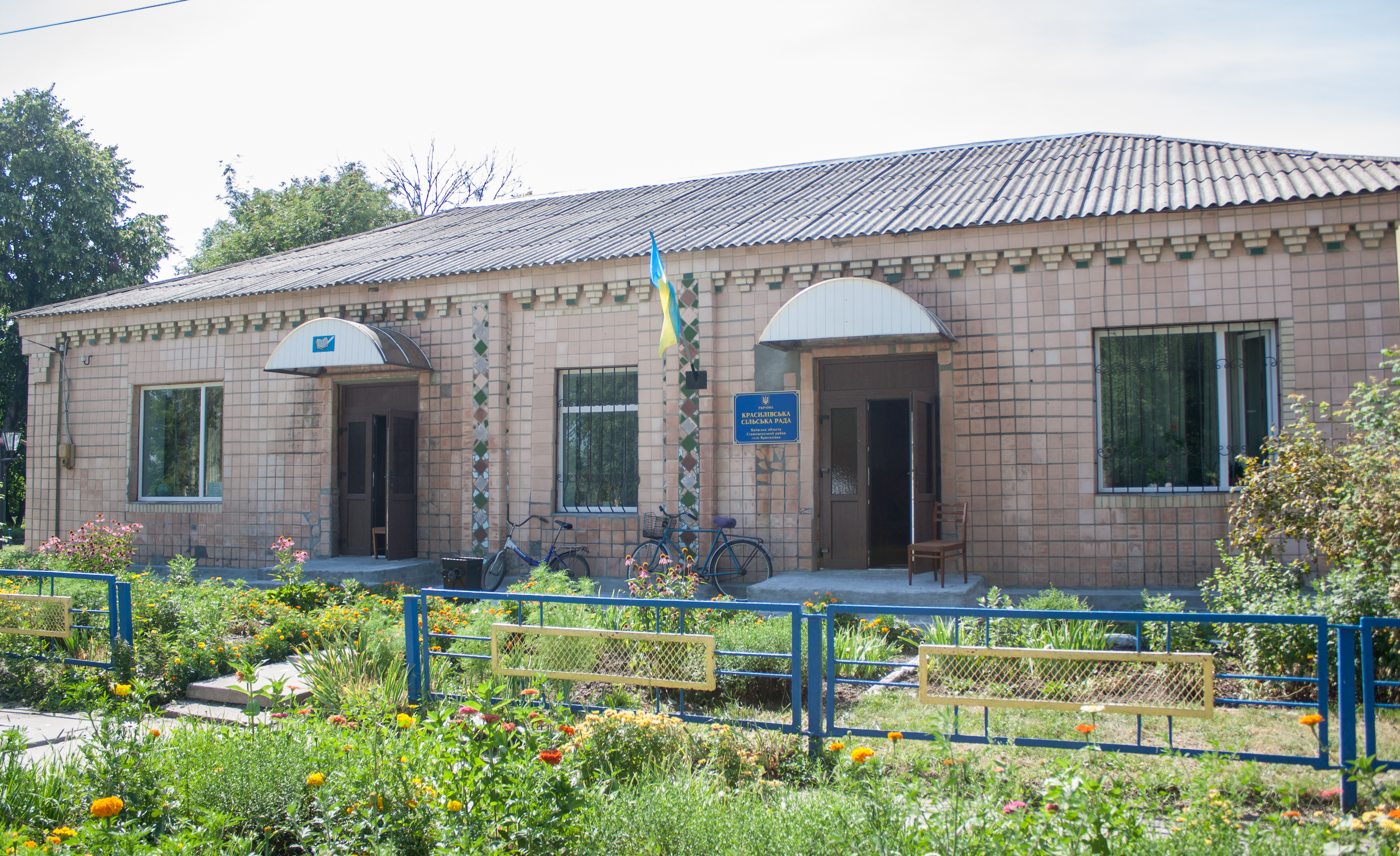
Сільська рада
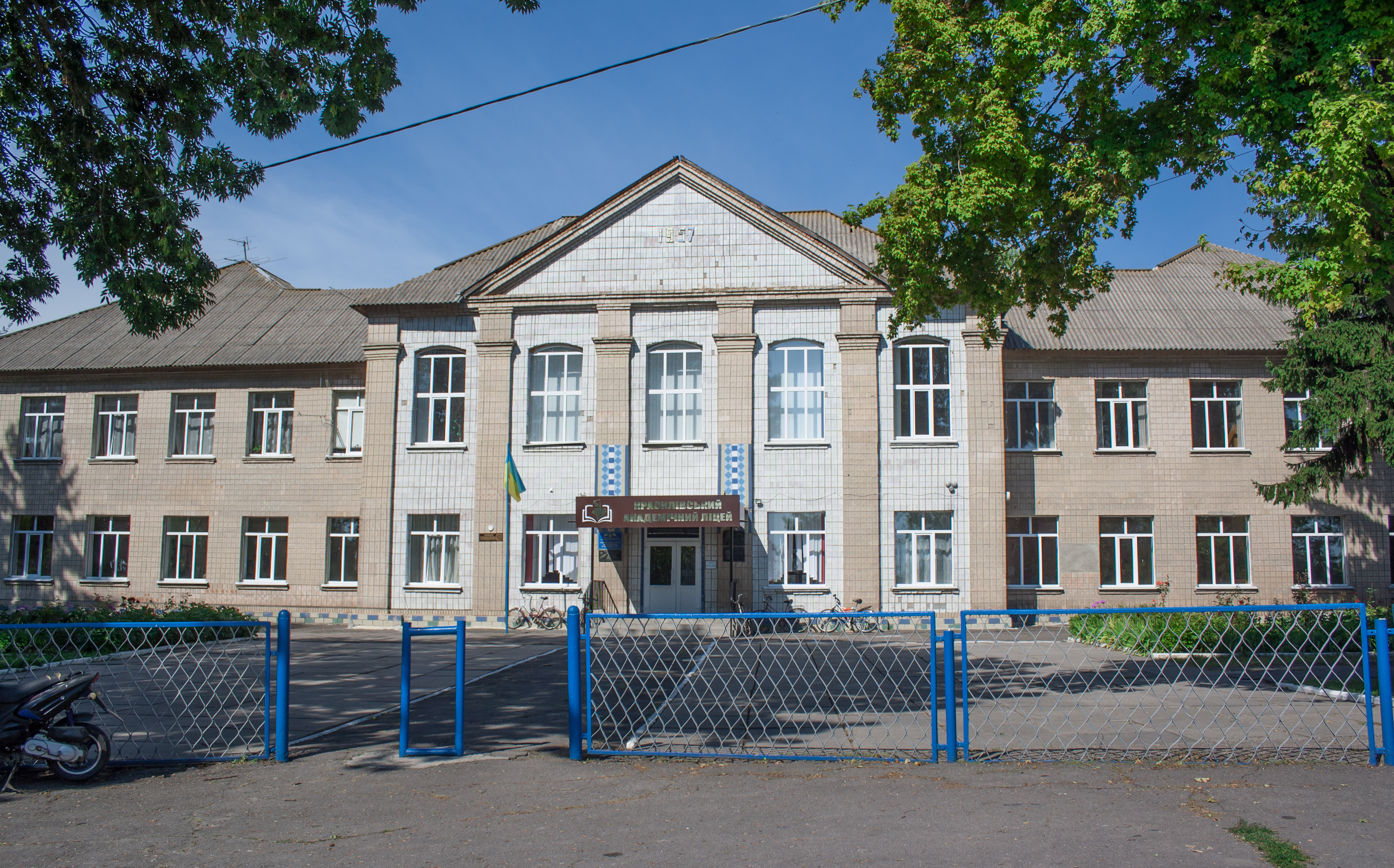
Академічний ліцей
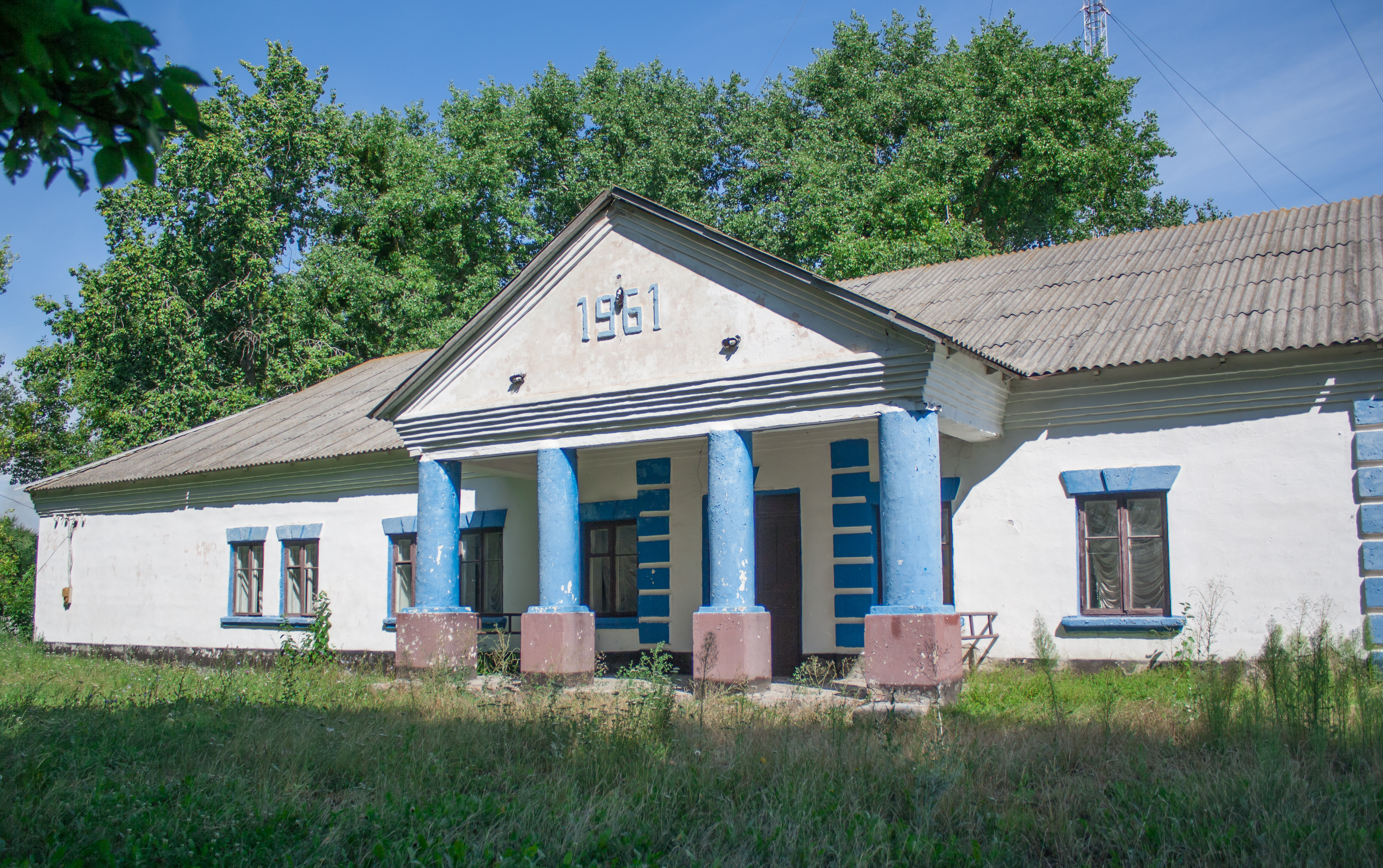
Будинок культури
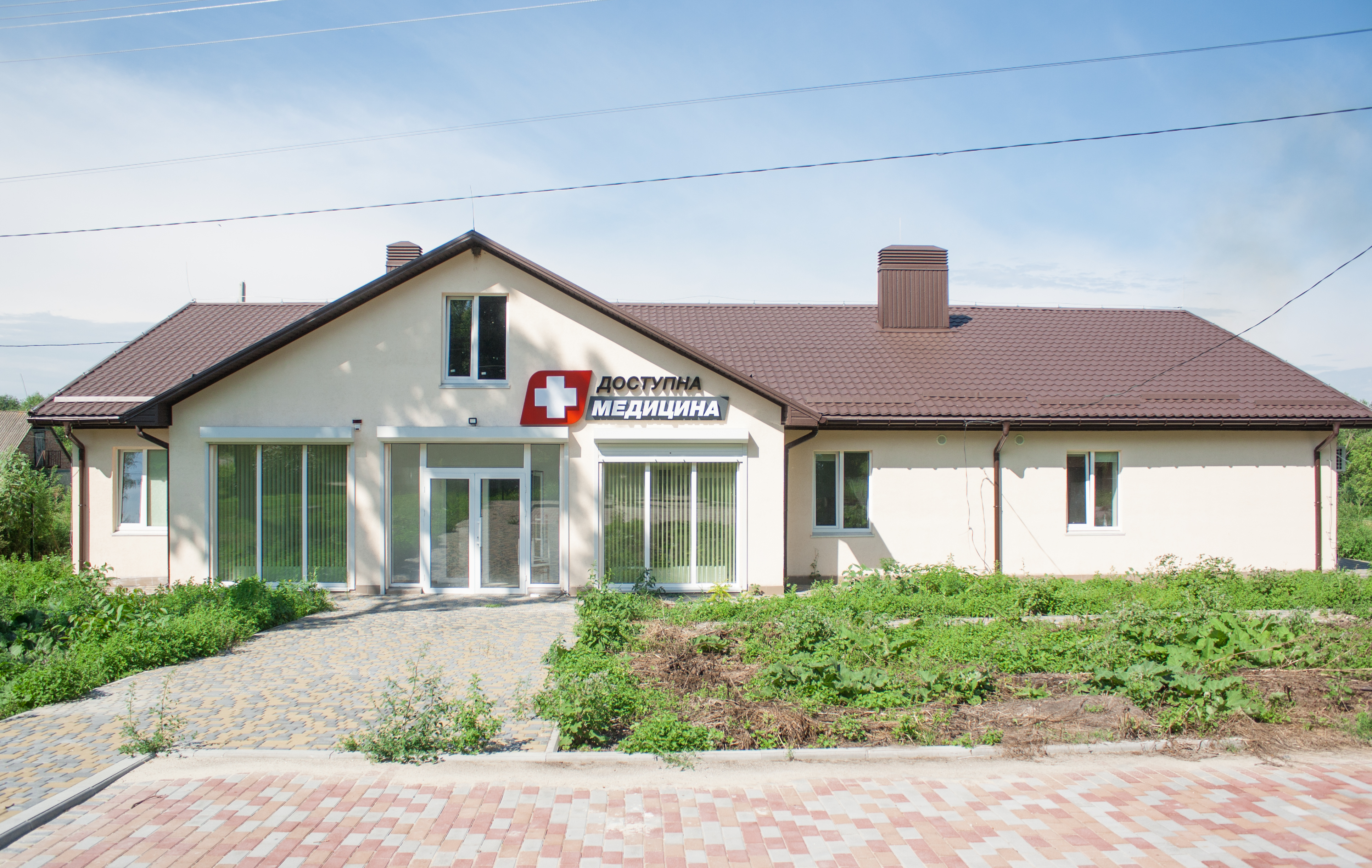
Амбулаторія
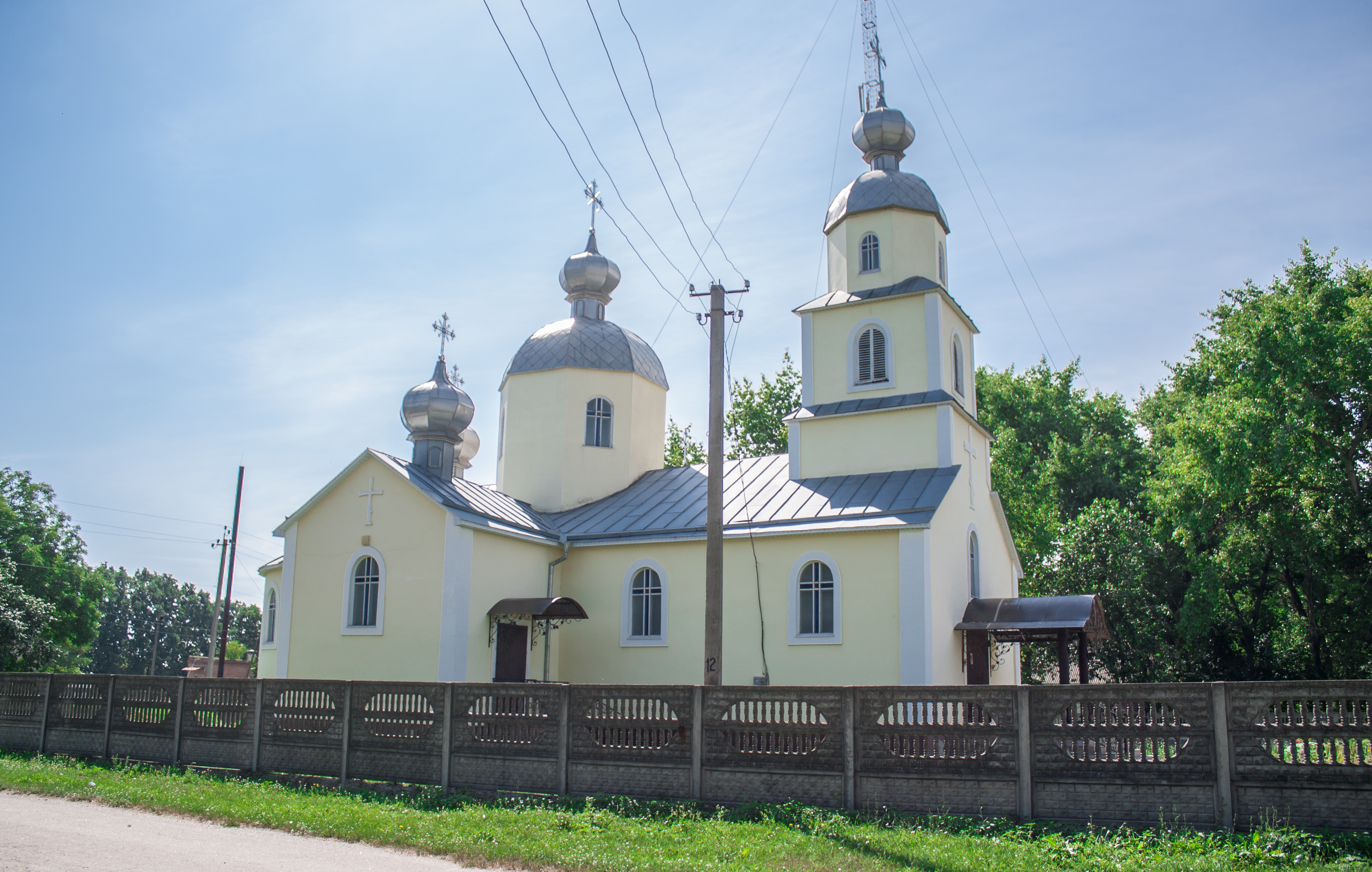
Церква
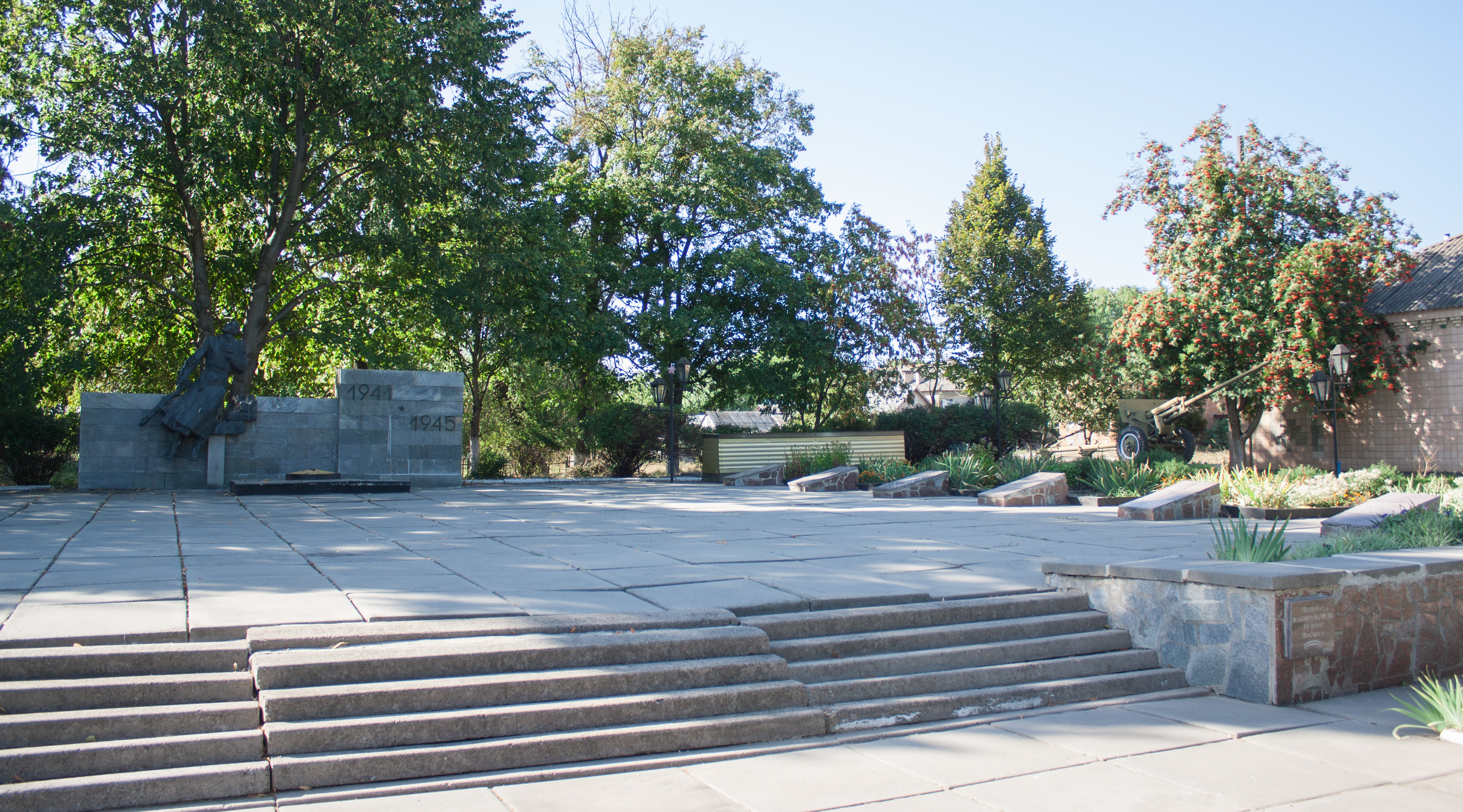
Меморіальний комплекс
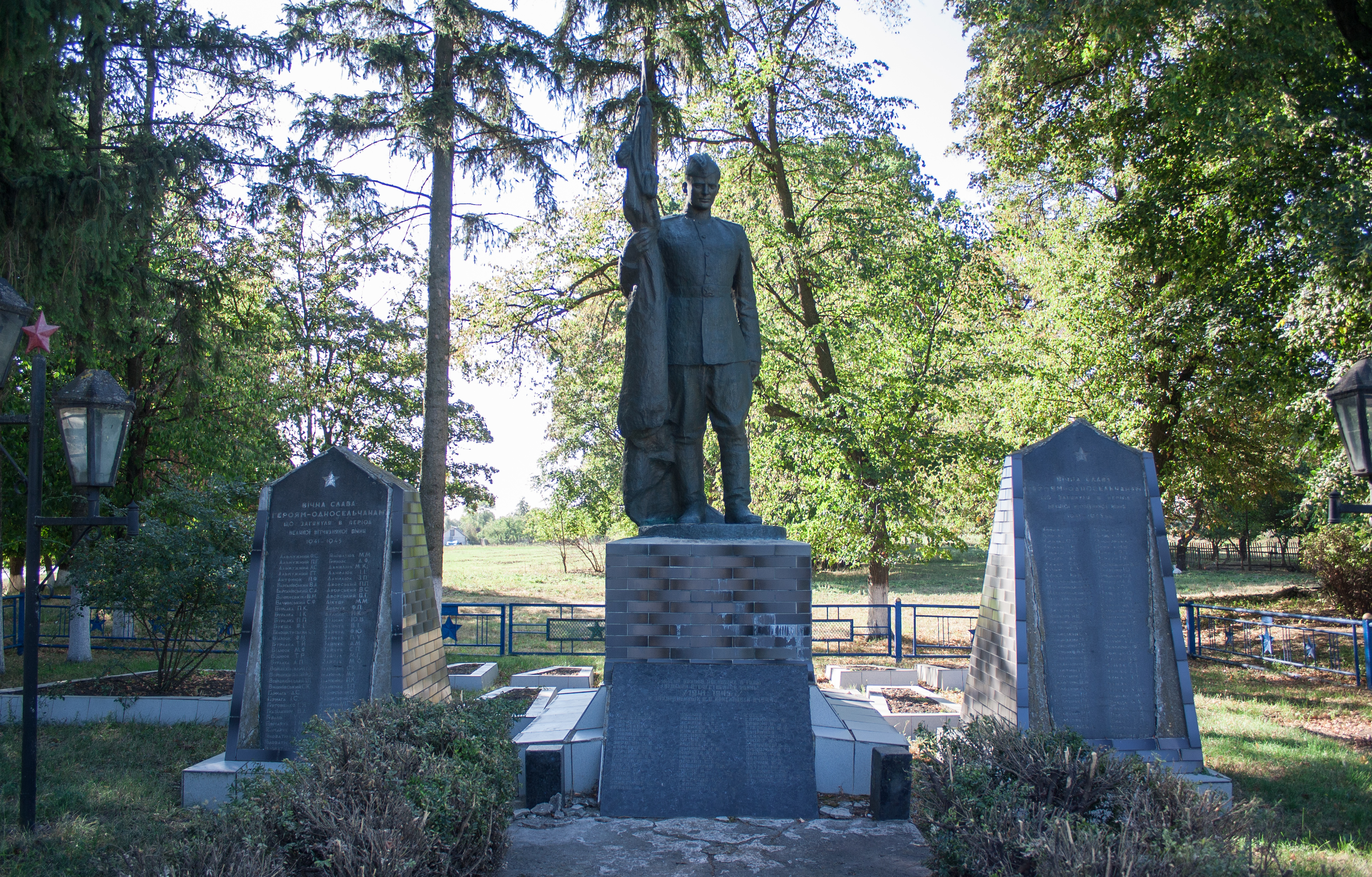
Пам'ятник воїнам–односельцям
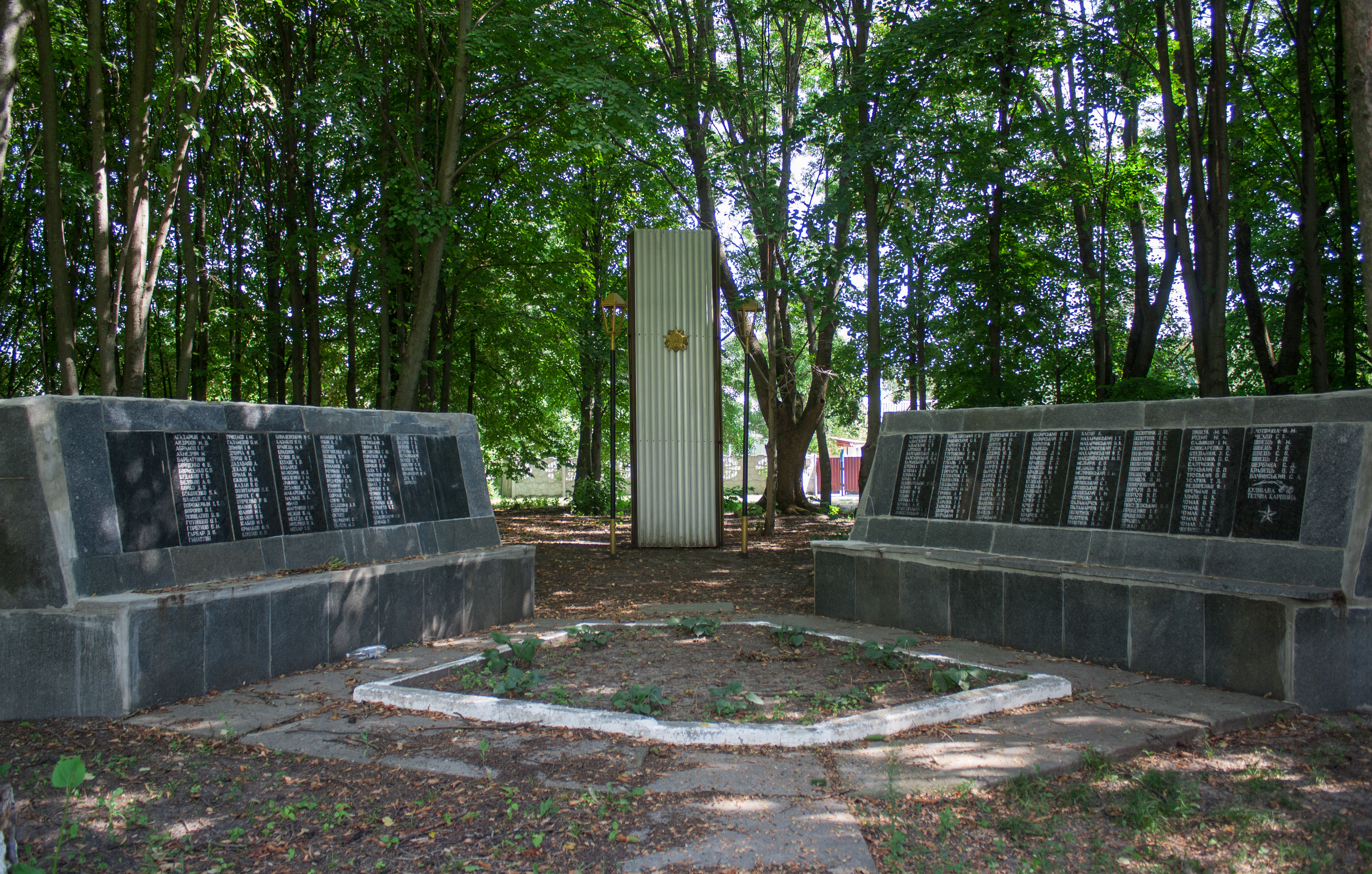
Братська могила радянських воїнів
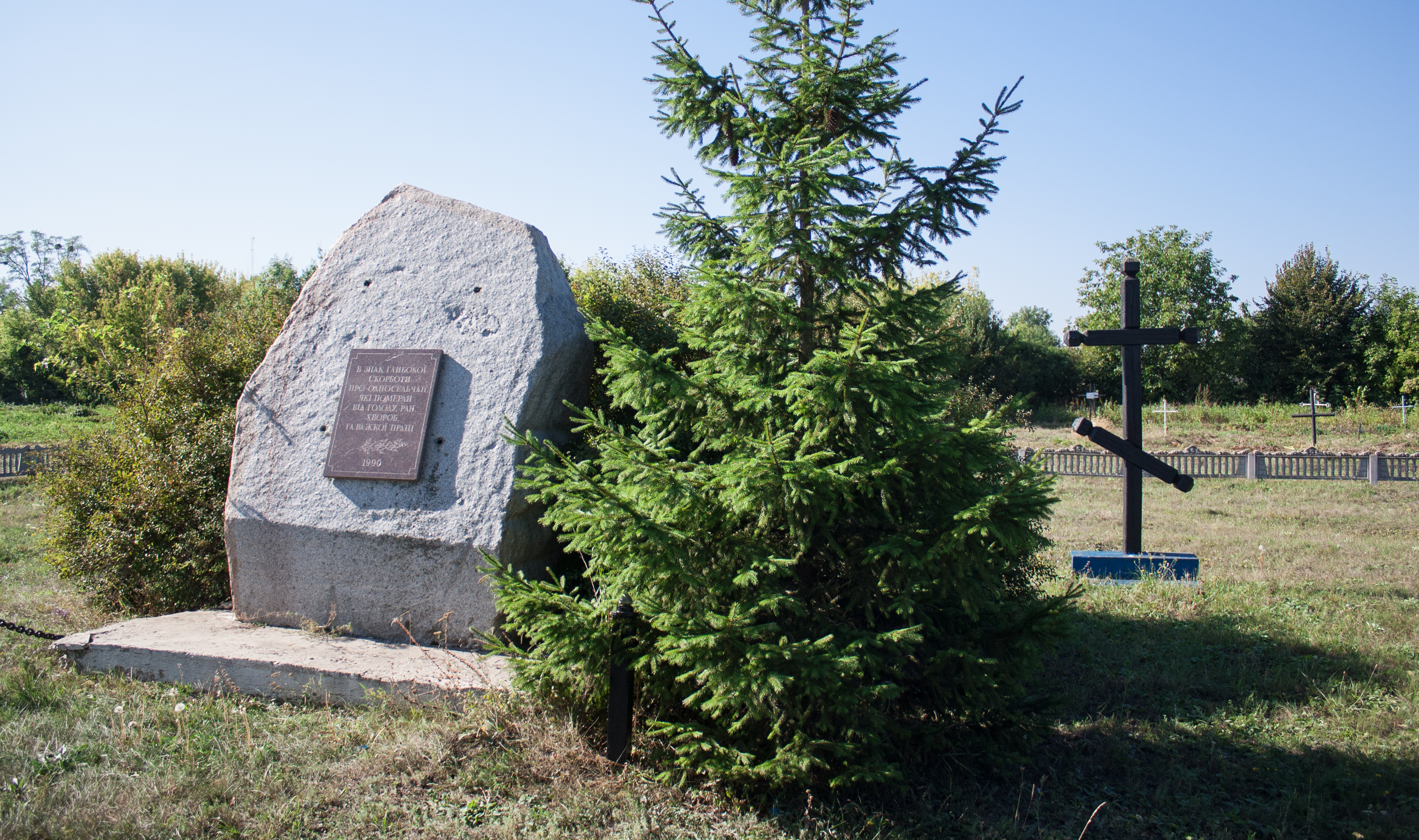
Пам'ятний знак жертвам Голодомору

## Видатні люди
- Кравчук Віктор Оникійович

Народився 1 березня 1936 року в с. Красилівка Ставищанського району на Київщині.
У 1959 році закінчив факультет фізики й основ виробництва Вінницького педагогічного інституту. З 1959 року вчитель фізики, з 1965 року директор Красилівської середньої школи (нині — Красилівський навчально-виховний комплекс «Загальноосвітня школа І-ІІІ ступенів, агротехнічний ліцей, міжшкільний навчально-виробничий комбінат» Ставищанського району).
Під керівництвом В.О. Кравчука сільську школу було перетворено на сучасний навчальний заклад нового типу: створено й відкрито музей бойової та трудової слави (1975), школі присвоєно звання «Зразкова» (1981), на її базі відкрито міжшкільний навчально-виробничий комбінат (1984), в якому більше 1000 юнаків одержали посвідчення тракториста-машиніста категорії «А» і 600 - водія автомобілів категорії «С», споруджено спортивний зал (1985), на базі якого почала діяти міжколгоспна дитячо-юнацька спортивна школа, з якої випущено 5 майстрів спорту. Завдяки ентузіазму директора Красилівський НВК одержав у постійне користування земельну ділянку площею 74 га з метою зміцнення матеріально-технічної бази закладу та професійної орієнтації випускників, було побудовано асфальтовану дорогу Красилівка — Баштечки (1996), що дало можливість учням з Черкащини навчатися у сільськогосподарському ліцеї.
З метою цільової профорієнтаційної роботи В.О. Кравчук уклав договори про співпрацю агротехнічного ліцею Красилівського НВК з багатьма вищими навчальними закладами. За останні 10 років його діяльності більше 700 випускників Красилівського НВК здобули вищу освіту, понад 100 були нагороджені золотими та срібними медалями.
Заслужений вчитель України (1992). Лауреат Премії ім. Н.К. Крупської. Нагороджений орденом Трудового Червоного Прапора (1988).
- Альмужний Сергій Валерійович (1987—2017) — старший солдат Збройних сил України, учасник російсько-української війни.
- Іванчук Тетяна Костянтинівна (1961, Красилівка) — українська поетеса, авторка трьох книг, лауреат літературних премій.[1]
- Кононович Леонід Григорович (1958, Красилівка) — український письменник, перекладач, майстер детективного жанру